# Caso arquivado
Um caso arquivado é um crime ou um acidente que ainda não foi totalmente resolvido e não é assunto de uma recente investigação criminal, mas do qual pode surgir novas informações de relatórios de novas testemunhas, arquivos examinados novamente, provas retidas, bem como novas actividades do suspeito. Novos métodos técnicos desenvolvidos depois do caso podem ser usados nas provas que ainda existem para reanalisar as causas, normalmente com resultados conclusivos.

## Características

### Crime maior ou violento
Tipicamente, casos arquivados são violentos oucrimes de maior, tais como homicídio ou violação que - ao contrário dos crimes menores por resolver - não são geralmente assunto para uma prescrição.
Por vezes os desaparecimento também podem ser considerados casos arquivados se a vítima não tiver sido vista ou ouvida durante algum tempo, tal como o caso de Natalee Holloway ou das Crianças Beaumont.
Cerca de 35% desses casos não são na verdade casos arquivados. Alguns casos tornam-se instantaneamente arquivados quando um caso aparentemente fechado (resolvido) é reaberto devido à descoberta de novas provas que apontam para fora do(s) suspeito(s) original(ais). Outros casos são arquivados quando o crime é descoberto bem depois dos factos - por exemplo, pela descoberta de restos mortais. Alguns casos classificam-se como casos arquivados quando o caso que originalmente foi dado como acidente ou suicídio é designado como homicídio quando surgem novas provas. 
Os homicídios de John Christie é um caso notável, quando Timothy Evans foi erradamente executado pelos alegados homicídios da sua mulher e filho. Muitos outros corpos foram mais tarde encontrados na casa onde vivia com Christie, e  foi executado pelos crimes. O caso ajudou uma campanha contra a pena de morte na Grã Bretanha.

### Identificar um suspeito
Um caso é considerado por resolver até que um suspeito seja identificado, acusado e condenado pelo crime. Um caso que vá a tribunal e não resulte numa condenação também pode ser colocado como pendente à espera de novas provas.
Em alguns casos um suspeito, normalmente chamado de "pessoa de interesse" ou "sujeito" é identificado previamente mas não existem provas definitivas que liguem o sujeito ao crime naquela altura e mais frequente é que o sujeito não confesse. Isto normalmente acontece em casos onde o sujeito tem um álibi, testemunhas, ou falta de provas forenses. Eventualmente, o álibi é desaprovado, as testemunhas desmentem as suas declarações, ou avanços forenses ajudam a trazer os sujeitos à justiça.
Por vezes o caso não é resolvido mas as provas forenses ajudam a determinar que os crimes são crimes em série. O caso BTK e o Original Perseguidor Nocturno (ainda por resolver) são alguns exemplos. Os Rangers do Texas estabeleceram um website na esperança que aliciasse a novas informações ou pistas de investigação.

#### Exemplos notáveis
- Em 2005, Edmond Jay Marr deu-se como culpado de homicídio em segundo grau no rapto e homicídio de 1983 de Elaine Graham, 29 anos, enfermeira e estudante na Universidade Estadual da Califórnia em Northridge. Tornou-se suspeito quando colegas notaram que que ele estava na área imediata do seu desaparecimento e foi visto na casa da irmã apenas a alguns quarteirões onde a vítima do carro foi encontrado. O seu esqueleto foi encontrado por caminhantes numa zona de árvores a meio caminho entre onde foi vista pela última vez viva e onde o carro foi encontrado seis meses depois. Uma faca encontrada nas posses do suspeito (quando ele foi preso por roubo armado um mês depois) foi mais tarde provada como sendo a arma do crime quando as amostras de ADN, não disponíveis em 1983, dadas pela filha de Elaine coincidiram com o sangue encontrado nas fendas da faca.[3]
- Em 2002, Edward Freiburger foi dado como culpado de homicídio de primeiro grau do homicídio em Fevereiro de 1961 de John Orner de 60 anos, um taxista em Columbia, Carolina do Sul. Orner foi roubado e morto durante o trabalho com uma pistola H&R de calibre .32. Freiburger, na altura com 19 anos e soldado no Forte Jackson perto, tornou-se suspeito quando foi descoberto que tinha comprado um pistola semelhante numa casa de penhores local apenas algumas horas antes de Orner receber a chamada que seria a sua última. Foi reforçado pelo facto de ele ter desertado nessa noite. Foi apanhado pela Polícia do Estado do Tennessee um mês depois que encontrou a arma na sua posse. Em 2002 um examinador privado de armas de fogo que trabalhava na Divisão de Armas da Carolina do Sul (ou SLED)  tirou algum tempo para limpar as balas e coincidir as balas à arma[4].
- Em 2003, John Henry Horton, de 56 anos, foi preso pelo homicídio em Julho de 1974 de Lizbeth Wilson, de 13 anos, em Prairie Village, Kansas. Wilson tinha sido visto pela última vez no campo da Escola Secundária de Shawnee Mission pelo seu irmão, John, que corria à sua frente, por volta das 7 da tarde. Os restos mortais de Wilson foram encontrados num campo vazio seis meses mais tarde. Horton tornou-se suspeito quando se tornou evidente que Lizbeth estava viva pela última vez na escola. Ele era o único adulto a trabalhar na escola à noite. Isto foi reforçado quando outras raparigas disseram que Horton as tinha tentado atrair para a escola. Além disso, a políci descobriu que Horton tinha feito um intervalo maior desde as 8:30 da noite até perto da meia noite dessa mesma noite. Também fizeram buscas ao seu carro e encontraram um saco desportivo e uma garrafa de clorofórmio, que Horton explicou ser para ser manter "drogado". Contudo as provas eram circunstanciais e ele esteve livre até 2002, quando os investigadores entrevistaram uma testemunha ignorada em 1974, que, na altura com 15 anos, tinha recebido clorofórmio de Horton e enquanto inconsciente tinha sido molestada sexualmente por ele. Isto levou à sua prisão e condenação em 2003. Contudo, a história não acabou aqui. O Supremo Tribunal de Justiça do Kansas, em 2005, derrubou a condenação com base de que "o anterior acto mau" não tinha sido colocado em registos públicos, portanto a testemunha não deveria ter sido permitida. No entanto, permitiram tentar novamente e voltar a arquivar o caso. Por esta altura as provas, que eram puramente circunstanciais, bem como o testemunho de dois dos parceiros de cela de Horton, foi o suficiente para um segundo júri o considerar culpado[5].
- Em 2003, Gerald Mason foi preso e acusado dos homicídios de dois polícias de El Segundo, bem como de violação e roubo, desde 1957.
- Em 2001, Samuel Evans de 73 anos deu-se como culpado de casos arquivados de 1986 e 1972 depois das provas de ADN o ligarem às mortes[6]. O caso arquivados de 1968 resolvidos pelos cientistas do Laboratório Criminal de Seattle é o caso arquivado mais antigo alguma vez resolvido com provas de ADN[7].

### Visão de túnel
Por vezes um suspeito viável foi ignorado devido às provas circunstanciais frágeis, a presença de um suspeito melhor (mais tarde provado como inocente), ou a tendência para os investigadores se concentrarem em outra pessoa pela exclusão de outras possibilidades (o que volta ao ângulo do suspeito desejado) - conhecido como "visão de túnel":
- Um exemplo notável é o do caso da morte de Peggy Hettrick em Fort Collins, Colorado.
- Outro exemplo é o do caso da morte de Carol Hutto na Flórida. Em Dezembro de 1976, um corpo de 16 anos foi encontrado num lago perto de uma casa abandonada em Largo, Flórida. Tinha sido vista pela última vez na noite anterior, quando recebeu uma chamada. A suspeita caiu sobre o seu meio irmão Jerry Irwin, na altura com 17 anos, que tinha estado fora toda a noite e cujo caminho para casa levava-o a passar pela casa e lago. Além disso, ele tinha um longoregisto criminal juvenil de sarilhos e alguma violência. Como resultado, a polícia focou-se nele, apesar de não conseguirem ter um caso contra ele. Isto, contudo, permitiu que um suspeito melhor escapasse à detenção por quase 18 anos; mesmo na altura, foram precisos 4 para trazer, Jimmy Kuenn o namorado de Carol, a tribunal pelo crime.[8]

### Melhoramentos forenses
Com a chegada e melhoramentos dostestes de ADN e outra tecnologia forense, muitos casos arquivados foram reabertos e executados. Os departamentos da polícia estão a abrir departamentos de casos arquivados cujo trabalho é voltar a examinar ficheiros de casos arquivados. As provas de ADN ajudam nesses casos mas como é no caso de impressões digitais, não têm valor a não ser que existam provas no ficheiro para comparar.

## Exemplos criminosos famosos

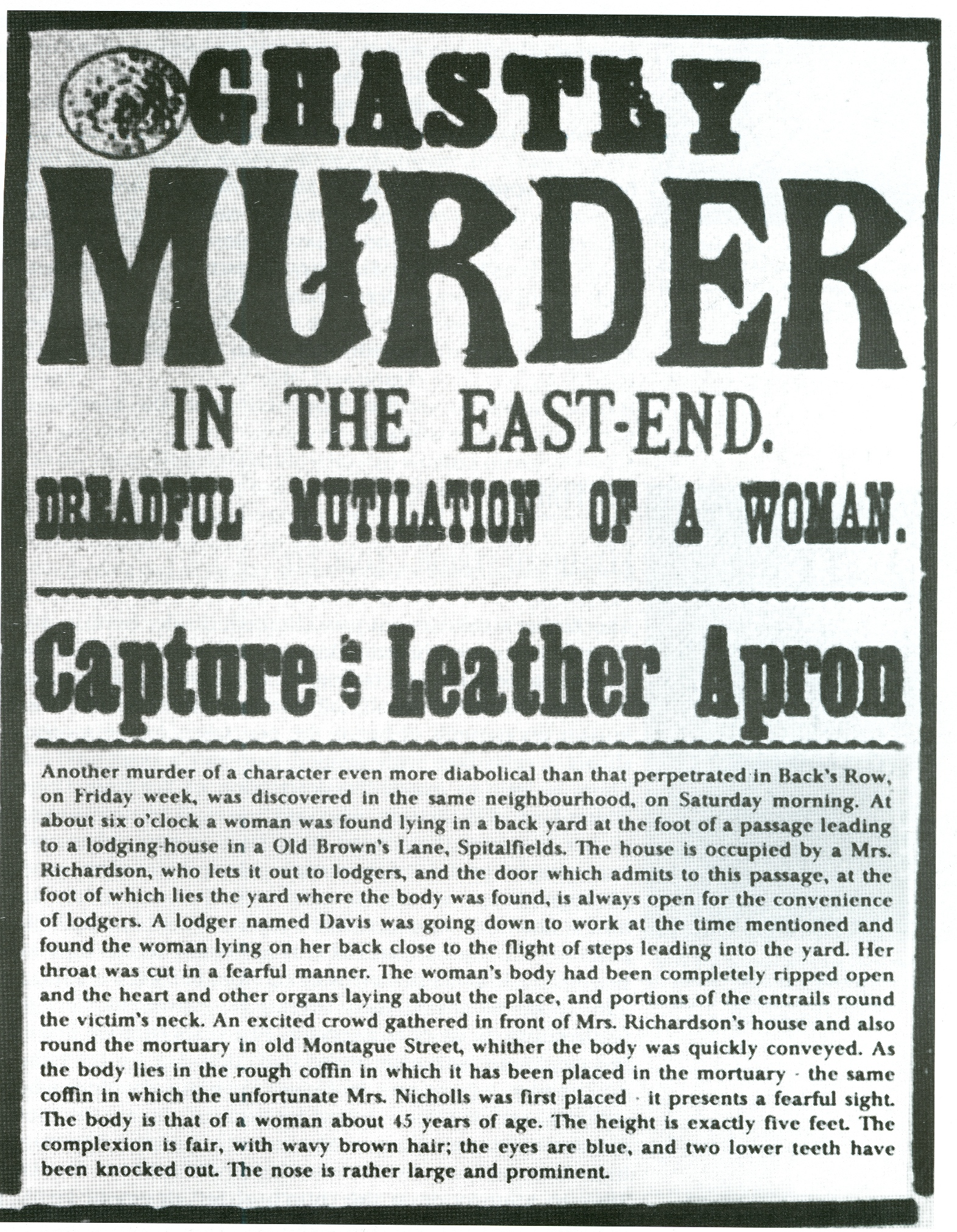
Um panfleto lançado durante o "Outono do Terror" em 1888, quando Jack, o Estripador estava ativo.

A identidade do Jack, o Estripador, é um exemplo notório de um incrível caso arquivado, com numerosas sugestões quanto à identidade do assassino em série. Em semelhança, o Assassino do Zodíaco foi estudado intensivamente durante 40 anos, com vários suspeitos discutidos e debatidos. Os perpetradores da explosão de Wall Street em 1920 nunca foram identificados positivamente, apesar de se pensar nos Galleanists, um grupo de anarquistas italianos, que acredita-se terem planeado a explosão. O incêndio do edifício Reichstag em 1933 continua a ser controverso e apesar de Marinus van der Lubbe ter sido julgado, condenado e executado por fogo posto, é possível que o fogo Reichstag tenha sido posto pelos Nazis para mostrar o seu poder e destruir a democracia na Alemanha.

## Casos arquivados resolvidos

### 1950s
- Gerald Mason (1957)
- Maria Ridulph (1957)

### 1960s
- Lucy Ann Johnson (1961)
- 16th Street Baptist Church bombing (1963)
- Barbara Ann Hackman Taylor (A rapariga do acampamento) (1967)

### 1970s
- Steven Stayner (1972)
- Martha Moxley (1975)
- Holly Maddux (1977)
- The Unabomber (1978 - 1995)
- Etan Patz (inconclusivo) (1979)
- Caledonia Jane Doe (1979)

### 1980s
- The Unabomber (1978 - 1995)
- Azaria Chamberlain (1980)
- Tina Harmon (1981)
- Adam Walsh (inconclusivo) (1981)
- Roger Wheeler (1981)
- Altemio Sanchez, conhecido como o Violador do Caminho de Bicicletas (1981 - 2006)
- Gary Ridgway conhecido como "Assassino de Green River" (1982 - 1998)
- Jeanine Nicarico (1983)
- John Sohus (1985)
- Sherri Rasmussen (1986)
- Gregory Webb (1986)
- Lita McClinton (1987)
- Carlina White (1987)
- Lil Miss (1988)
- Signal Mountain murders (1988)
- Oba Chandler (1989)
- Sharon Marshall (1989)
- Renee Baker (1989 - 1993)

### 1990s
- The Unabomber (1978 - 1995)
- Altemio Sanchez, conhecido como  "Violador do Caminho de Bicicletas" (1981 - 2006)
- Gary Ridgway conhecido como "Assassino de Green River" (1982 - 1998)
- Renee Baker (1989 - 1993)
- Beverly McGowan (1990)
- Jaycee Lee Dugard (1991)
- Jessica Keen (1991)
- Shauna Howe (1992)
- Brown's Chicken massacre (1993)
- Charlie Keever and Jonathan Sellers (1993)
- Mia Zapata (1993)
- Madalyn Murray O'Hair (1995)
- Centennial Olympic Park bombing (1996)
- Tanya Nicole Kach (1996)
- Aimee Willard (1996)
- Eric Robert Rudolph (1996 - 1998)

### 2000s
- Altemio Sanchez, conhecido como  "Violador do Caminho de Bicicletas"  (1981 - 2006)
- 2001 anthrax attacks (inconclusivo) (2001)
- Chandra Levy (2001)
- Miranda Gaddis and Ashley Pond (2002)
- Shawn Hornbeck (2002)
- Kidnapping of Amanda Berry, Gina DeJesus and Michelle Knight (2002 - 2004)
- Liz Carmichael (2004)
- Andrew Kissel (2006)
- Deaths of Karlie Pearce-Stevenson and Khandalyce Pearce (2008)

### 2010s
- McStay family murder (2010)

## Casos arquivados não resolvidos

### Pré-1950s
- Abby and Andrew Borden (1892)
- Villisca axe murders (1912)
- Texarkana Moonlight Murders (1946)
- The Black Dahlia murder (1947)

### 1950s
- Barbara and Patricia Grimes (1956)
- Boy in the Box (Philadelphia) (1957)
- Rosemarie Nitribitt (1957)
- Walker family murders (1959)

### 1960s
- Wanda Beach Murders (1965)
- The Beaumont children (1966)
- Harold Holt (1967)
- Zodiac Killer (1968 - 1969)
- Betsy Aardsma (1969)

### 1970s
- Disappearance of Robin Graham (1970)
- D. B. Cooper (1971)
- Freeway Phantom killer (1971- 1972)
- Alphabet murders (1971 - 1973)
- Kidnapping of Carlos Ramires da Costa (1973)
- Sandra Rivett (1974)
- Arlis Perry (1974)
- Karen Silkwood (1974)
- Barbara Colby (1975)
- Jimmy Hoffa (1975)
- Disappearance of the Lyon sisters (1975)
- Bradford Bishop (1976)
- Sumter County Does (1976)
- Oakland County Child Killer (1976 - 1977)
- Helen Brach (1977)
- Oklahoma girl scout murders (1977)
- Burger Chef murders (1978)
- Murder of actor Bob Crane (1978)
- Connecticut River Valley Killer (1978 - 1987)
- Original Night Stalker (1979 - 1986)

### 1980s
- Connecticut River Valley Killer (1978 - 1987)
- Original Night Stalker (1979 - 1986)
- Keddie Murders (1981)
- Ken McElroy (1981)
- Chicago Tylenol murders (1982)
- Johnny Gosch (1982)
- Disappearance of Tony Jones (1982)
- Tammy Lynn Leppert (1983)
- Disappearance of Kevin Andrew Collins (1984)
- Murder of Mark Tildesley (1984)
- Assassination of Swedish Prime Minister Olof Palme (1986)
- Colonial Parkway Killer (1986 - 1989)
- Murder of Jaclyn Dowaliby (1988)
- Kidnapping of Michaela Garecht (1988)
- New Bedford Highway Killer (1988 - 1989)
- Michael Anthony Hughes (1989)
- Amy Mihaljevic (1989)
- Jacob Wetterling (1989)

### 1990s
- Las Cruces Bowling Alley massacre (1990)
- Disappearance of Michael Dunahee (1991)
- Ben Needham (1991)
- The Springfield Three (1992)
- Holly Piirainen (1993)
- Murder of Deanna Cremin (1995)
- Jodi Huisentruit (1995)
- JonBenet Ramsey (1996)
- Murder of rapper Tupac Shakur (1996)
- Disappearance of Kristin Smart (1996)
- Long Island serial killer (1996 - 2013)
- Disappearance of Amy Lynn Bradley (1998)
- Suzanne Jovin (1998)

### 2000s
- Long Island serial killer (1996 - 2013)
- Susan Berman (2000)
- Death of Molly Bish (2000)
- Estupro Cristiano Ronaldo com Kathryn Mayorga (2009)
- Bonnie Lee Bakley (2001)
- Murder of Jill-Lyn Euto (2001)
- Robert William Fisher (2001)
- Jennifer Servo (2002)
- Jonathan Luna (2003)
- Maura Murray (2004)
- Rashawn Brazell (2005)
- Ray Gricar (2005)
- Tara Grinstead (2005)
- Natalee Holloway (2005)
- Morgan Nick (1995)
- Disappearance of Madeleine McCann (2007)
- Morgan Dana Harrington(2009)
- Shelly Miscavige (2007)
- Mitrice Richardson (2009)
- West Mesa murders (2009)

### 2010s
- Long Island serial killer (1996 - 2013)

## Cultura popular

### Filme
- No filme Max Payne, o Detective Max Payne trabalha em Casos Arquivados, no Departamento da Polícia Nova Iorque.

### Literatura
A frase "Caso arquivado" é encontrada num número de histórias e títulos de livros. Estão incluídos exemplos:
- L.L. Bartlett (18 de Abril de 2010). "Cold Case". Um mistério de Jeff Resnick. ASIN B003I84LYW. Polaris Press. Esta pequena história é inspirada no quarto livro de Jeff Resnick, Bound by Suggestion.
- Philip Gourevitch (10 de julho de 2002). A Cold Case. [S.l.: s.n.] ISBN 9780312420024 True crime.
- Julia Platt Leonard (1 de maio de 2012). Cold Case. [S.l.: s.n.] ISBN 9781442420090 Um livro de crianças/mistério.
- Nichelle Walker (15 de maio de 2012). Cold Case Love. [S.l.]: NWHoodTales Publishing. ISBN 0979402832 Um romance urbano.
- Richard H. Walton, ed. (13 de junho de 2006). Cold Case Homicides: Practical Investigative Techniques 1 ed. [S.l.]: CRC Press. ISBN 084932209XUm livro de educação e referência.
- Stephen White (1 de fevereiro de 2001). Cold Case. Col: Alan Gregory. [S.l.: s.n.] ISBN 978-0-525-94526-0
- Kate Wilhelm (1 de agosto de 2009). Cold Case. Col: Barbara Holloway Novels. [S.l.: s.n.]

### Música
- "Cold Case Love" é uma música do álbum de Rihanna, Rated R, lançado a 23 de Novembro de 2009 com o selo de Def Jam.
- "Stella: The Cold Case" é um EP de Aafke Romeijn.

### Televisão
- A série televisiva canadiana Cold Squad (1998-2005), a série televisiva britânica Waking the Dead (2000-2011) e a série televisiva americana Cold Case (2003-2010) todos seguem grupos de detectives ficcionais de homicídios que investigam casos arquivados. Estão em Vancouver, Londres e Filadélfia, respectivamente.
- Cold Case Files (1999-2006) é um documentário televisivo recontando verdadeiros casos arquivados resolvidos.
- New Tricks é uma série da BBC em volta de antigos oficiais do Departamento de Investigação Criminal que actuam como consultores a oficiais em trabalho e investigando casos arquivados por resolver.